# Ryan Potter
 (avril 2019).
Si vous disposez d'ouvrages ou d'articles de référence ou si vous connaissez des sites web de qualité traitant du thème abordé ici, merci de compléter l'article en donnant les références utiles à sa vérifiabilité et en les liant à la section « Notes et références ».
Pour les articles homonymes, voir Potter.
Ryan Potter est un acteur américain né le 12 septembre 1995 à Portland en Oregon. Il est principalement connu pour le doublage de Hiro Hamada, le personnage principal du film Disney Les Nouveaux Héros, et le rôle de Garfield « Gar » Logan / Beast Boy dans la série télévisée Titans.

## Biographie
Potter est né à Portland (Oregon) le 12 septembre 1995. Sa mère, Jordanna Potter-Lew, est juive américaine et son père est japonais. Il utilise le nom de jeune fille de sa mère. Il a été élevé à Tokyo, au Japon, jusqu'à son retour aux États-Unis quand il avait sept ans. La première langue de Potter était le japonais, mais il ne la parle plus. À l'âge de huit ans, il a commencé à étudier le kung fu Tigre blanc, discipline qu'il poursuivra tout au long de son adolescence. Il a également joué au baseball, fait du skateboard et joué de la batterie. 

## Filmographie

### Cinéma
- 2013 : Save the Date : Vince
- 2014 : Senior Project : Peter
- 2014 : Les Nouveaux Héros : Hiro Hamada
- 2014 : Write It in the Sky : Nomad
- 2015 : Underdog Kids : Eric Barret
- 2018 : Running for Grace : Jo
- 2023 : Il était une fois un studio de Dan Abraham et Trent Correy : Hiro Hamada

### Télévision
- 2011-2013 : Supah Ninjas : Mike Fukanaga (39 épisodes)
- 2012 : Fred: The Show : le meilleur ami de Fred (2 épisodes)
- 2016 : Lab Rats: Elite Force : Riker
- 2018-2023 : Titans : Garfield « Gar » Logan / Beast Boy

### Jeu vidéo
- 2014 : Disney Infinity: Marvel Super Heroes : Hiro Hamada